# アシノ

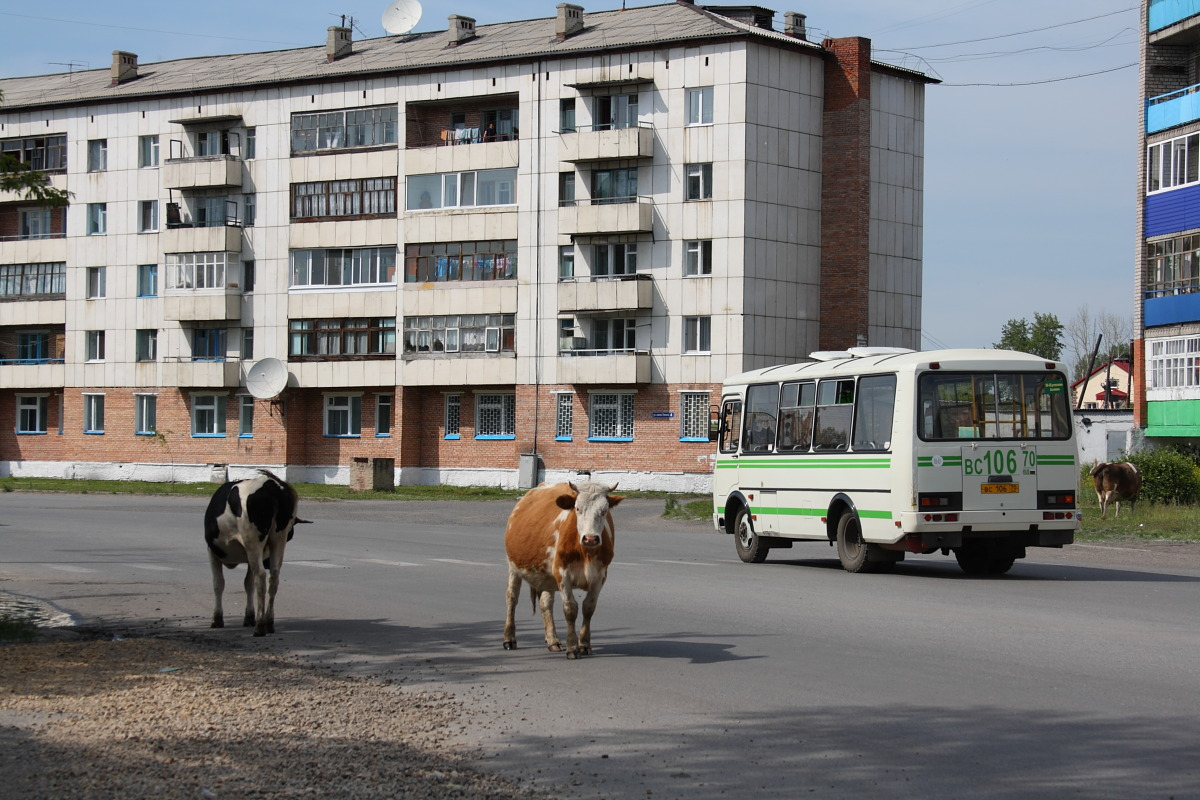

アシノ（Асино, Asino）は、ロシア連邦トムスク州の町。人口は2万4913人（2021年）。トムスク市から北東に109km。オビ川の支流のチュリム川の左岸に位置し、河港や鉄道駅がある。
1896年にノヴゴロド県からやってきた入植者によって集落がつくられた際、皇帝ニコライ2世の妹クセニアに因んでクセニエフスキイ（Ксениевский, Ksenievsky）と名づけられた。1933年にアシノと改称。アシノという名も、クセニアの愛称形アーシャからとられている。
1952年に都市として登録された。
木材加工の大きな工場があるが、現在は稼動していない。ドイツや中国からの資本によって、操業の再開が計画されている。